# Cornas (AOC)
Pour la commune, voir Cornas.
Le cornas [kɔʁnas] est un vin rouge d'appellation d'origine contrôlée produit sur la commune de Cornas, sur la rive droite du Rhône, en face de la ville de Valence. Il s'agit d'une appellation du vignoble de la vallée du Rhône septentrionale, dans le département de l'Ardèche, entre les aires de production du saint-joseph au nord et du saint-péray au sud. L'AOC cornas fait partie des crus des côtes du Rhône.

## Histoire
La rive droite du Rhône constitue la partie occidentale du territoire des Allobroges. D’après les auteurs de l'Antiquité (Pline et Plutarque), la viticulture dans cette région est présente dès l'époque romaine. Les plus anciennes traces écrites de cette culture sur le lieu exact de Cornas remontent au moins au Xe siècle (An 1000 : mention du don d’une vigne à un chanoine, dans le cartulaire de l’abbaye de Saint-Chaffre du Monastier). La légende locale rapporte que Charlemagne fit livrer régulièrement ce vin à la cour d'Aix-la-Chapelle.
Les premiers documents attestant une commercialisation de vin remontent à 1643. En 1763, le curé du village écrit que les collines sont remplies de vignes et que le vin produit est bien noir.
En 1816, André Jullien le range parmi les vins fins de première classe, juste avant le saint-joseph : « Cornas, canton de Saint-Peray, à deux lieues et demie de Tournon. Ce vignoble produit des vins riches en couleur, ayant beaucoup de corps, sans être très-durs ; leur goût de terroir [jugé alors comme un défaut] se fait peu sentir et se fond en grande partie dans celui du fruit. Ceux des années dont la température a été favorable à la vigne, prennent un goût de ratafiat fort agréable ; ils n'ont pas la finesse et le parfum des vins de première qualité de l'Hermitage, mais ils approchent de ceux de la seconde classe, et sont très-solides. On les garde souvent dix-huit à vingt ans, et alors ils deviennent exquis. Le nord tire beaucoup de ces vins, qui gagnent de la qualité lorsqu'on les transporte dans des pays froids ».
En 1866, le Larousse note que la commune de Cornas  « comprend 100 hectares de vignes produisant un vin rouge fort estimé ».
Le 5 août 1938, le décret de l'AOC cornas est publié au Journal officiel. Depuis 1956, un marché aux vins se tient au cœur du village le premier week-end de décembre. Le cahier des charges de l’appellation a été modifié en juillet 2024.

### Étymologie
La forme la plus ancienne suggérée par les toponymistes est Cornate. Elle trouverait son origine dans le latin cornu (corne) ou dans un thème pré-latin *corn, dérivé de cor (escarpement, hauteur). Le suffixe -ate est d'origine celte.

## Vignoble

### Présentation
Située dans la partie française de la vallée du Rhône, sur la rive droite à 7 km de Valence et à 12 en aval de Tournon, l'aire d'appellation, bordant celle du saint-péray, ne concerne que la commune de Cornas.
Selon le service des Douanes, la superficie revendiquée en 2024 sous l'appellation est de 163 hectares.
Quelques lieux-dits émaillent ce terroir : Chaillot, Reynard, le Coulet, la Côte, Geynale, Patou, les Sept Vaux, le Calvaire, les Mazards.

### Orographie et géologie
Le vignoble s'étend en amphithéâtre sur les coteaux où la culture se fait sur des terrasses exposées au sud ou au sud-est. L'altitude de plantation varie de 130 à 415 m.
Le terroir couvre trois types de terrains bien différenciés :
- sur le haut de la commune se trouve un sol acide d’arène mêlé de cailloutis et de granite ;
- la partie centrale est composée de hautes terrasses fluviales à galets et de granite ;
- les coteaux du bas sont formés par des éboulis calcaires.

### Climatologie
À partir de cette latitude, l'influence du climat méditerranéen se fait directement sentir. L'ensoleillement annuel est élevé (environ 2 400 heures à Valence, (estimation de Météo-France). Les étés y sont chauds et secs. La température moyenne du mois de juillet est de 20 °C (Montélimar 23 °C). Les hivers froids sans excès s'inscrivent plutôt dans un climat de type semi-continental dégradé. La température moyenne du mois le plus froid (janvier) est ainsi de 3,5 °C. La pluviométrie annuelle est modérée : environ 430 mm. Les pluies sont particulièrement importantes à la fin de l'été (particulièrement en septembre à cause de l'effet cévenol ou orage cévenol qui déverse des trombes d'eau).
Une des caractéristiques de la vallée du Rhône en aval de Lyon est le vent fréquent qui souffle le long du couloir rhodanien. Ce vent, lorsqu'il vient du nord, est baptisé mistral  et a pour effet d'assécher l'air et d'apporter du beau temps et de la fraîcheur en été, mais une impression de froid glacial en hiver. Lorsqu'il provient du sud, il annonce généralement l'arrivée de perturbations orageuses. Il s'appelle alors « le vent du Midi » ou « le vent des fous » car, pour certaines personnes, il rend l'atmosphère pénible à supporter, surtout en été.
La station climatique de Saint-Marcel-lès-Valence (sur le site de l'INRA, à 190 mètres d'altitude : 44° 58′ 48″ N, 4° 55′ 48″ E) est la plus proche, à sept kilomètres à l'est de l'aire d'appellation.
| Mois                              | jan. | fév. | mars  | avril | mai   | juin  | jui.  | août  | sep.  | oct.  | nov. | déc. | année   |
| --------------------------------- | ---- | ---- | ----- | ----- | ----- | ----- | ----- | ----- | ----- | ----- | ---- | ---- | ------- |
| Température minimale moyenne (°C) | 0,8  | 1,5  | 4     | 6,5   | 10,5  | 13,7  | 15,9  | 15,4  | 12,3  | 9,3   | 4,6  | 1,9  | 8,1     |
| Température moyenne (°C)          | 3,9  | 5,2  | 8,7   | 11,6  | 15,9  | 19,4  | 22,2  | 21,6  | 17,7  | 13,5  | 7,9  | 4,6  | 12,7    |
| Température maximale moyenne (°C) | 6,9  | 8,9  | 13,3  | 16,6  | 21,2  | 25,1  | 28,4  | 27,8  | 23,1  | 17,8  | 11,2 | 7,4  | 17,4    |
| Nombre de jours avec gel          | 13   | 10,3 | 4,4   | 0,3   | 0     | 0     | 0     | 0     | 0     | 0,4   | 4,2  | 10,3 | 42,9    |
| Ensoleillement (h)                | 86,7 | 109  | 171,8 | 169,3 | 238,8 | 230,7 | 290,4 | 261,6 | 174,5 | 111   | 74,5 | 67,5 | 1 985,8 |
| Précipitations (mm)               | 52   | 42,4 | 51,6  | 83,3  | 88,7  | 58,5  | 51,1  | 65,3  | 110,4 | 115,4 | 90,4 | 58,7 | 867,8   |

| Diagramme climatique                                  |            |           |             |              |              |              |              |               |              |             |            |
| J                                                     | F          | M         | A           | M            | J            | J            | A            | S             | O            | N           | D          |
| 6,90,852                                              | 8,91,542,4 | 13,3451,6 | 16,66,583,3 | 21,210,588,7 | 25,113,758,5 | 28,415,951,1 | 27,815,465,3 | 23,112,3110,4 | 17,89,3115,4 | 11,24,690,4 | 7,41,958,7 |
| Moyennes : • Temp. maxi et mini °C • Précipitation mm |            |           |             |              |              |              |              |               |              |             |            |

### Encépagement
Un seul cépage, la syrah, sert à élaborer ce vin.
| Cépage                | Encépagement des crus des côtes du Rhône septentrionaux | Encépagement des crus des côtes du Rhône septentrionaux | Encépagement des crus des côtes du Rhône septentrionaux | Encépagement des crus des côtes du Rhône septentrionaux | Encépagement des crus des côtes du Rhône septentrionaux | Encépagement des crus des côtes du Rhône septentrionaux | Encépagement des crus des côtes du Rhône septentrionaux | Encépagement des crus des côtes du Rhône septentrionaux |
| --------------------- | ------------------------------------------------------- | ------------------------------------------------------- | ------------------------------------------------------- | ------------------------------------------------------- | ------------------------------------------------------- | ------------------------------------------------------- | ------------------------------------------------------- | ------------------------------------------------------- |
| Cépage                | condrieu et château-grillet                             | cornas                                                  | côte-rôtie                                              | hermitage et crozes-hermitage                           | hermitage et crozes-hermitage                           | saint-joseph                                            | saint-joseph                                            | saint-péray                                             |
| Cépage                | condrieu et château-grillet                             | cornas                                                  | côte-rôtie                                              | rouge                                                   | blanc                                                   | rouge                                                   | blanc                                                   | saint-péray                                             |
| marsanne et roussanne |                                                         |                                                         |                                                         | max. 15 %                                               | 100 %                                                   | max. 10 %                                               | 100 %                                                   | 100 %                                                   |
| syrah                 |                                                         | 100 %                                                   | min. 80 %                                               | min. 85 %                                               |                                                         | min. 90 %                                               |                                                         |                                                         |
| viognier              | 100 %                                                   |                                                         | max. 20 %                                               |                                                         |                                                         |                                                         |                                                         |                                                         |

### Méthodes culturales
D'une superficie de 159 hectares, le vignoble produit 5 040 hectolitres (chiffres 2022) pour un rendement plafonné à 40 hl/ha. Le rendement moyen est de 34 hl/ha.
La vigne, implantée sur des coteaux abrupts, est conduite sur des échalas (piquets en bois). Les fortes pentes ne permettent pas la mécanisation du vignoble et le travail se fait donc à pied.

## Vins
Les données de production des années récentes, telles que publiées par les Douanes, sont :
| Année | Superficie (ha) | Production (hl) | Rendement (hl/ha) |
| ----- | --------------- | --------------- | ----------------- |
| 2020  | 151             | 5 291           | 35                |
| 2021  | 156             | 5 686           | 36                |
| 2022  | 159             | 5 106           | 32                |
| 2023  | 160             | 5 435           | 34                |
| 2024  | 163             | 4 995           | 30                |

### Vinification et élevage

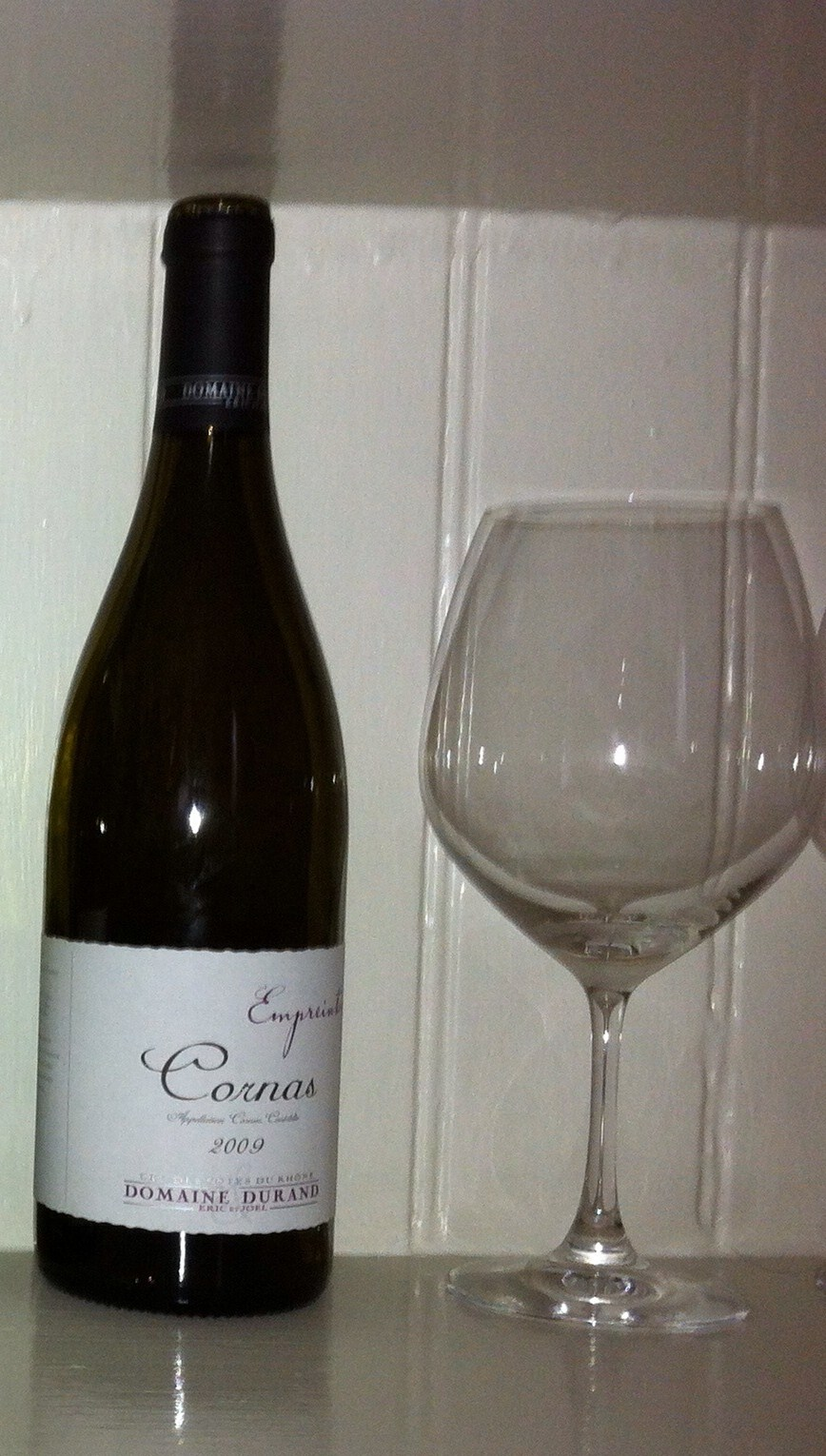
Bouteille de cornas, millésime 2009.

Les vendanges sont réalisées manuellement et le transport des raisins jusqu'au lieu de vinification doit obligatoirement se faire en grappes entières.
Les méthodes de vinification sont traditionnelles et ancestrales et les élevages peuvent être réalisés en cuves, en amphores ou en futs de chêne, selon le choix du vigneron.

### Gastronomie
Un terroir à deux composantes, avec des sols sableux d’arène et des hautes terrasses à galets s’effondrant en des éboulis de calcaire anguleux, fournit avec la seule syrah un beau vin à la robe rouge sombre. Son nez de beaux fruits rouges avec des touches de poivre et de violette évolue au vieillissement vers des arômes de truffe, d’ambre, de réglisse et de fruits cuits. La forme de sa bouche s’assouplit avec les années tout en gardant la belle charpente de sa structure initiale où percent des fragrances d’olives vertes.
Ce vin possède une robe de couleur rouge sombre évoluant de rubis à grenat. Son nez est puissant mais aux arômes fins et veloutés de fruits rouges avec un bouquet de fleurs sauvages et des rémanences de framboise qui évoluent en vieillissant vers des saveurs de sous-bois où domine l’olive verte et les épices.
Son vieillissement, avant consommation, nécessite cinq ans chez le producteur. Il atteint en ce moment-là cette structure vigoureuse et une persistance en bouche qui le caractérisent. Il dégage alors à la dégustation des notes de truffe, d’ambre, de réglisse et de fruits rouges.
Ce vin est réputé depuis le XIXe siècle pour vieillir en cave entre 18 et 20 ans.
Il est parfait sur les viandes rouges, le gibier, la poularde en vessie, les grives farcies ou en terrine, les chaussons aux truffes et les fromages.

### Structure des exploitations
Les propriétaires sont majoritairement de petits vignerons indépendants. La mécanisation n'étant pas possible les surfaces exploitées sont petites, parfois inférieures à un hectare.

### Millésimes
Ils correspondent à ceux du vignoble de la vallée du Rhône. Ils sont notés : année exceptionnelle , grande année , bonne année ***, année moyenne **, année médiocre *.
| Caractéristiques | Article de qualité | ***                | ***                | Bon article        | Article de qualité | Bon article        | Bon article        | ***                | Bon article | Bon article        |
| Millésimes 1990 | 1999               | 1998               | 1997               | 1996               | 1995               | 1994               | 1993               | 1992               | 1991        | 1990               |
| Caractéristiques | ***                | ***                | **                 | ***                | Bon article        | **                 | **                 | **                 | ***         | Article de qualité |
| Millésimes 1980 | 1989               | 1988               | 1987               | 1986               | 1985               | 1984               | 1983               | 1982               | 1981        | 1980               |
| Caractéristiques | Article de qualité | Article de qualité | Bon article        | ***                | Article de qualité | **                 | Bon article        | ***                | Bon article | Article de qualité |
| Millésimes 1970 | 1979               | 1978               | 1977               | 1976               | 1975               | 1974               | 1973               | 19722              | 1971        | 1970               |
| Caractéristiques | Bon article        | Article de qualité | Bon article        | **                 | ***                | Bon article        | ***                | **                 | **          | Article de qualité |
| Millésimes 1960 | 1969               | 1968               | 1967               | 1966               | 1965               | 1964               | 1963               | 1962               | 1961        | 1960               |
| Caractéristiques | **                 | *                  | Article de qualité | Article de qualité | ***                | ***                | **                 | **                 | ***         | Article de qualité |
| Millésimes 1950 | 1959               | 1958               | 1957               | 1956               | 1955               | 1954               | 1953               | 1952               | 1951        | 1950               |
| Caractéristiques | Bon article        | Bon article        | Article de qualité | Bon article        | Bon article        | ***                | Bon article        | Article de qualité | **          | Article de qualité |
| Millésimes 1940 | 1949               | 1948               | 1947               | 1946               | 1945               | 1944               | 1943               | 1942               | 1941        | 1940               |
| Caractéristiques | Article de qualité | Article de qualité | Article de qualité | Bon article        | Article de qualité | **                 | Article de qualité | Bon article        | **          | **                 |
| Millésimes 1930 | 1939               | 1938               | 1937               | 1936               | 1935               | 1934               | 1933               | 1932               | 1931        | 1930               |
| Caractéristiques | *                  | Bon article        | Bon article        | ***                | **                 | Article de qualité | Article de qualité | **                 | **          | **                 |
| Millésimes 1920 | 1929               | 1928               | 1927               | 1926               | 1925               | 1924               | 1923               | 1922               | 1921        | 1920               |
| Caractéristiques | Article de qualité | Article de qualité | **                 | Bon article        | **                 | Bon article        | Bon article        | **                 | Bon article | Bon article        |
| Sources : Yves Renouil (sous la direction), Dictionnaire du vin, Éd. Féret et fils, Bordeaux, 1962 ; Alexis Lichine, Encyclopédie des vins et alcools de tous les pays, Éd. Robert Laffont-Bouquins, Paris, 1984, Les millésimes de la vallée du Rhône & Les grands millésimes de la vallée du Rhône |                    |                    |                    |                    |                    |                    |                    |                    |             |                    |

Soit sur 90 ans, 24 années exceptionnelles, 26 grandes années, 16 bonnes années, 22 années moyennes et 2 années médiocres.

### Commercialisation
Les vins ne peuvent être conditionnés qu'en bouteille en verre.